# Ciprijan Kartaški
Tascije Cecilije Ciprijan (Kartaga, oko 210. – Kartaga, 14. rujna 258.), pisac, biskup Kartage, crkveni otac, svetac i mučenik.

## Životopis
Dolazi od plemićkih bogatih korijena, bio je učenik retorike do 246., i to je i godina u kojoj se obratio na kršćanstvo, te se angažirao na širenju kršćanske poruke. Izabran je za biskupa Kartage 249., te je bio prisiljen pobjeći iz grada nakon nekog vremena zbog progonstva cara Decija. Kad je završilo progonstvo, Crkva raspravlja o pokori otpadnika, to jest onih koji su se odrekli kršćanske vjere (sacrificandi, libellatici, traditori). Ciprijan je tražio oštre mjere, ali unatoč tome priznao je ono što je rekao, papa Kornelije u njegovu suprotstavljanju Novacijanu. 
Uistinu, Ciprijan je razlikovao između onih koji su se odrekli od svoje vjere i onih koji su bili kršteni kao heretici: s prvima Ciprijan je bio milosrdan dok je s drugim bio strog videći protrebu da se ponovno krste. Na ovoj zadnji točki, crkvena tradicija koja će doći s papom Stjepanom I. (254. – 257.), bila je protiv mišljenja Ciprijana. Opet u progonstvu Valerijana, Ciprijan je bio osuđen na izgnanstvo te je zatim u rujnu 258. osuđen na odsijecanje glave, kao mučenik.

## Djela
Cijenjen je kao ugledan crkveni otac, napisao je mnogo apologetskih spisa, tako imamo "Ad Donatum", "Ad Demetrianum" i "Testimonia ad Quirinum". Mnoge misli posudio je od Tertulijana. Sačuvanih ima 66 pisama (ili poslanica), koji čine dragocijen izvor za obnovu povijesti Crkve na svojim početcima. Njegova borba protiv korupcije i njegova milosrdna osobnost i blagost olakšavaju njegovo posvećenje do kojeg je došlo već poslije nekoliko mjeseci nakon njegove smrti. Ciprijan se slavi u Crkvi 16. rujna.

## Vanjske poveznice
Ostali projekti
|  | Zajednički poslužitelj ima još gradiva o temi Ciprijan Kartaški |

Mrežna mjesta
- Ciprijan, sv. Hrvatska opća enciklopedija